# Francesc Boixader Picas
Francesc Picas (nacido como Francesc Pedro Ramón Boixader Picas; Barcelona, 12 de febrero de 1970-Barcelona, 18 de noviembre de 2023) fue un cantante, bailarín, modisto, pintor, escritor, licenciado en psicología y empresario de moda español, conocido mundialmente por haber integrado y liderado al grupo de electropop español Loco Mía entre los años 1990 (año de su ingreso) y 1992. Fue parte de la formación que se presentó en el festival Viña del Mar 92'. Posterior a su paso por el grupo, publicó como solista el disco Bendición (Bendiciøn) en el año 1994.
En 2010 se recibió de licenciado en psicología, profesión que ejerció hasta su fallecimiento. A partir de 2020 integró un ensamble artístico junto a Israel Durán,Adrián Monziar,Marisol Canessa, Mar Carrero, Raül Jaime y Mario Herrero Monreal, denominado La Xarxa, publicando varias canciones como solista, a dúo o en colaboración.
En agosto de 2023 regresó a Argentina luego de 24 años (desde su presentación junto a Loco Mía en el programa de Susana Giménez) para presentar _inTime junto a algunos de sus compañeros que integran La Xarxa, los días 17 y 20 de agosto en el Teatro Piccadilly.
Falleció en Barcelona, España, el 18 de noviembre de 2023, a la edad de 53 años.

## Primeros años
Francesc Picas creció durante su niñez y adolescencia en Berga, un pequeño pueblo, capital de la comarca de Bergadá, ubicado al norte de Barcelona, distante poco más de 100 km, región perteneciente a la comunidad autónoma de Cataluña. Surgido en el seno de una familia de tres hermanos (su hermana 3 años menor y su hermano 2 años mayor), siendo niño estudió piano, solfeo, pintura y diseño.Cuando adolescente, se fue a vivir junto a su madre y hermanos, a Barcelona.En esta ciudad empezó a trabajar de modisto y a cursar la carrera de periodismo.

## Loco Mía

### El primer contacto
Francesc tuvo su primer contacto con el grupo urbano Loco Mía, a principios del verano de 1988 estando de vacaciones en la isla de Ibiza, según relata él mismo para una entrevista con un blog argentino. Este encuentro lo llevó a estar en la discoteque Ku varias veces. Terminada sus vacaciones, recibió una invitación para trabajar en la tienda que el grupo tenía en el casco antiguo de la isla. Invitación que aceptó. Pero terminado el verano, y desestimando la propuesta de irse con Loco Mía hacia Italia regresó a Barcelona con la intención de asegurar su ingreso a la universidad. Terminado el primer año y asegurado el ingreso a la universidad es convocado a integrar la formación que grabó el disco Taiyo. Nuevamente rechazó la propuesta, ingresando en ese momento Juan Antonio Fuentes, luego de un casting. Posterior a ello recibe una nueva propuesta, que esta vez si aceptó, mudándose a Madrid para organizar la apertura del Santuario Loco Mia, un local de copas y moda. Pero los planes cambian cuando se decide su ingreso a la agrupación musical.

### Ingreso al grupo musical
El ingreso de Francesc Picas a la banda musical es anunciado en TVE El 30 de marzo de 1990, en el programa Viva el Espectáculo cuando Concha Velasco anuncia la novedad de la salida de Xavier Font, hasta ahora líder de la formación musical.Un momento que es incluido dentro de la historia que cuenta el film Disco Ibiza Loco Mia. En ese programa se explicó que estando próxima la inauguración del Santuario Locomia, un bar boutique donde se podían adquirir los diseños barrocos que lucía el cuarteto, Xavier Font quedaría al frente de este establecimiento, tomando entonces Francesc Picas su lugar en el grupo.
Con la nueva formación: Francesc Picas, Juan Antonio Fuentes, Carlos Armas y Manuel Arjona, el día 25 de abril de 1990, durante la inauguración de Santuario Locomia, se presenta Rumba Samba Mambo como tercer sencillo. A pesar de que Francesc no participó de las grabaciones del disco Taiyo, apareció en la portada alternativa del maxi-single que fue publicado en los países europeos y en el sencillo que sería publicado en 1992 en USA.
Entre el 2 y el 7 de mayo de ese año en París grabaron las sesiones de video, de las que existen dos versiones que pueden verse en la plataforma YouTube: La versión corta de 3:17  y la versión larga de 6:00.

### La llegada a Sudamérica
Francesc ingresó a la formación musical cuando era inminente la gira promocional a Sudamérica. La primera ciudad a la que llegaron fue Buenos Aires, Argentina el 3 de junio de 1990. De su gira promocional en Argentina se destacan las dos presentaciones en el programa Hola Susana de los días 4 de junio y 11 de junio, el show en el Teatro Broadway el 16 de junio, y la realización del video alternativo del sencillo Loco Mía, filmado con tomas que incluyeron al Obelisco y la Plaza de los dos congresos, todo ello en Buenos Aires. Mientras que en el interior del país, se destacan sus presentaciones en Córdoba de los días jueves 14, haciendo una performance para TV en los estudios de Audiovisión; ese mismo día por la noche actuaron en la disco Keops de Villa Carlos Paz; el día 15 por la tarde actuando en Fecor y a la noche en una disco de la ciudad de Bell Ville.Durante esa primera gira promocional también habrían de visitar Chile y México. En octubre de 1990 volverían a Argentina para dar dos conciertos en el Teatro Gran Rex los días 20 y 21 de octubre.

### Loco Vox
El 5 de mayo de 1991 se publicó el segundo trabajo discográfico de Loco Mía el LP Loco Vox que cuenta con la voz de Francesc y con su imagen en la portada.Este sería el único disco de la agrupación en el cual Francesc participó. Durante la visita promocional a Argentina será parte del rodaje del video Niña junto a sus compañeros de grupo. De las diversas presentaciones del grupo se destaca su participación en el Festival de Acapulco de 1991 el martes 28 de mayo, compartiendo cartelera con Roxette y Alejandra Guzmán, entre otros.También es destacable su participación con Loco Mía en la edición XXXIII Festival Internacional de la Canción de Viña del Mar los días 13 y 15 de febrero de 1992. En esa presentación del día 13 el público de la Quinta Vergara le cantó el feliz cumpleaños en razón de haber cumplido 22 años el día anterior.

### La ruptura
En Madrid el 12 de abril de 1993, quienes integraron la alineación de Loco Mía en Viña del Mar: Francesc Picas, Carlos Armas, Santos Blanco y Manuel Arjona Velazco, declinaron ante notario público seguir presentándose con el nombre de Loco Mía marcando la disolución del grupo en su versión más exitosa. Fue el corolario de una controversia protagonizada entre José Luis Gil y Xavier Font, el año anterior, que obligó a una formación alternativa ya que FTI Music SL detentaba los derechos del grupo hasta 1994. Esto supuso la vuelta de página para el cantante y bailarín catalán, dejando atrás al grupo de los abanicos.

## Bendición
Luego de un periodo introspectivo y de meditación en Barcelona, Francesc lanzó su carrera solista publicando el disco βεɳƌіcіøɳ el 21 de agosto de 1994. Un trabajo discográfico de estilo synth-pop. Fue grabado los estudios Fenicioland, La Marina, Eurosonic y La Tienda de San Felipe, siendo producido por José Manuel Navarro, Pepe Mayo y Cristóbal Sansano, publicado por FTI Music, S.L. y distribuido por EMI
La placa discográfica contó con 10 canciones, todas escritas por Francesc junto, Cristóbal Sánsano, José Manuel Navarro, Pepe mayo, Cristóbal Serrano y/o José Luis Gil.Locos por amor fue el primer sencillo del disco. Luego le siguieron Lo siento y Amor por bandera.
La gira promocional de este disco comenzó en Perú, en marzo de 1994. En ese marco Francesc presentó sus nuevas canciones en el certamen semifinal de Miss Perú que se llevó a cabo en el Centro de Esparcimientos del Jockey Club. Luego de ello seguiría con su gira promocional por México. Durante su estadía en ese país habría de participar en el Festival de Acapulco del día viernes 27 de mayo y también habría de grabar su videoclip promocional. Luego continuó su gira por Centroamérica, Chile y USA.El plan de esa gira promocional incluía Argentina, pero, intempestivamente, la abandonó a pesar de tener billetes de avión y gira.

## Su vida después de la música
En noviembre de 1999 con la visita a Argentina junto a sus compañeros Carlos Armas, Juan Antonio Fuentes y Manuel Arjona Velasco para presentar Samba Pasión en el programa de Susana Giménez queda atrás su pasado como integrante de Loco Mía.

### El empresario de modas
Francesc era modisto desde antes de ingresar al cuarteto español. Su influencia como diseñador estuvo presente en los diseños que el grupo musical usó durante las presentaciones de Loco Mía en la era Loco Vox, la mayoría del vestuario era diseño de él según informa Santuario Locomia fan page especializada en el cuarteto español.
Entre el 14 de abril de 2003 y el 19 de enero de 2006 pone en marcha Picas & Naves SL una pequeña empresa textil dedicada a la fabricación, diseño y venta de accesorios textiles tales como bisutería, bufandas, pareos o pañuelos de cuello

### El Licenciado de psicología
Posterior a la salida del cuarteto español, inició la carrera de Psicología. Para costear sus estudios trabajó como portero en una residencia para adultos mayores, lugar donde terminaría ejerciendo, una vez recibido. En 2010 se recibió de licenciado ejerciendo con orientación constructivista, cognitivo-conductual y humanista dirigido a adolescentes, adultos y tercera edad.En 2011 recibió el 2° premio en la categoría de professionals individualment junto a Joan Riart i Vendrell, por su Programa d’Orientació Ocupacional per a la Gent Gran (POOGG) “Afegir Vida als Anys” (Añadir Vida a los Años).

### El Artista Plástico
Francesc se dedicó, como artista plástico, a la pintura. Participó con sus obras en galerías de arte junto a otros artistas en las siguientes fechas:
- Grup d'Art Mar - 22 de septiembre de 2016[42]
- Grup d'Art Mar - 20 de diciembre de 2016[43]
- Grup d'Art E. Arimany - 3 de febrero de 2017[44]
- Grup d'Art terra Ferma - 3 de marzo de 2017[45]
- Grup d'Art Mar - 6 de julio de 2017[46]

### El Poeta
Como escritor y poeta Francesc Picas tuvo una extensa producción literaria. En orden cronológico su producción es la siguiente:
- Verdanc vers eccehomo (1996). Una de sus primeras publicaciones.
- Empelts i Senyals (2007). En castellano Injertos y señales.
- A Ultramar (2011). Un compendio de A Ultramares, una publicación en catalán / castellano de frecuencia semanal que desde 2001 y hasta 2011 publicó regularmente en su sitio web francescpicas.com
- Casas (2011). Narraciones cortas dividas en catas.
- Ble de Nocturns (2012). Originalmente publicada en 1996, es una invitación a su invierno del año 1995, pasado los más recientes acontecimientos de su vida personal.
- Mosaic Trioic (2012). Esta publicación de 2012 actualiza la original del año 1996.
- L'Arquer (El arquero)(2012). Publicación del año 2012 que actualiza la publicación original del año 1999.
- Vernissatge (2012). Publicación del año 2012 que actualiza la que realizó originalmente en el año 2000.
- Antología Poética (2013). Una selección de poemas de sus poemarios Ble de Nocturns, Mosaic Trioic, Verdanc vers Eccehomo, L'arquer, Vernissatge y Empelts i Senyals.
- Folegandros o lo que aún no recuerdo (2023). Este libro cuyo copyright está declarado en 2014, se presentó como una novedad durante su visita a Argentina. Los libros vendidos durante sus presentaciones fueron impresos fuera del circuito editorial Bubok en el que normalmente publicaba el autor, en julio de 2023.[48]

## La Xarxa
Francesc vuelve a trabajar su voz (era barítono) haciendo solfeo con Mar Carrero, soprano donostiarra. Ella lo pone en contacto con Israel Durán quien fue la puerta para el ensamble artístico de lo que sus integrantes denominaron La Xarxa (la red). De este ensamble participaron junto a Francesc, Israel Durán, Adrián Monziar, Mario Herrero Monreal, Raül Jaime, Marisol Canessa y la propia Mar Carrero. Un ensamble con el que se produjeron canciones, se filmaron videos y se subieron a las plataformas digitales, con una independencia que le permitió a Francesc Picas creer que podía volver a subir a un escenario.
Entre las producciones de las que participó Francesc se puede mencionar Alucinógena, canción de Israel Durán cuyo video oficial fue publicado el 11 de agosto de 2020. En el, Francesc participa como actor y director. Mis deseos / Feliz Navidad publicado por Adrián Monziar el 9 de diciembre de 2021 y en la que Francesc aparece como artista invitado, al igual que Israel Durán y Mario Herrero Monreal;  Muromundo, canción que publicó a dúo con Israel Duran el 18 de octubre de 2022; Sonrisas canción que Francesc Picas publicó el 30 de diciembre de 2022, en la que participó Marisol Canessa; Dos cruces_Soledad canción que fue publicada el 12 de febrero de 2023 en la que colaboró Mario Herrero Monreal.

## _InTime
Francesc Picas se presentó nuevamente en Argentina (luego de 24 años desde su última visita junto a sus compañeros de Loco Mía en 1999), presentándose en el Teatro Piccadilly los días jueves 17 y domingo 20 de agosto de 2023 a las 20:30 y 21:00 horas respectivamente, para dar un show en donde repasó canciones y poemas propios y ajenos con una propuesta que incluyó arreglos de cuerdas, guitarra flamenca, pop-rock, arias, viejas canciones con mixtura entre el catalán y el castellano y una emotiva apertura con el tango "Volver". El cantante y poeta catalán estuvo acompañado en ambas funciones por Marisol Canessa, música argentina, violinista, compositora, arregladora y profesora de violín; la Camerata Monte Grande, integrada por exalumnos y profesores de la Orquesta de Cuerdas Monte Grande; Israel Durán, cantautor de Esplugues (Barcelona), con un estilo que se mueve alrededor del pop, rock y los conciertos acústicos y Mario Herrero Monreal, guitarrista flamenco, hijo del conocido guitarrista Oscar Herrero, muy reconocido en los campos de la pedagogía y el concretismo en el flamenco.En el marco de esta visita a Argentina, se presentó en Casal de Catalunya en Buenos Aires el día 15 de agosto. Acompañado de Mario Herrero hicieron una presentación de sus libros leyendo algunos pasajes y poemas. Una presentación similar se llevó a cabo el día 18 de agosto en Doble Sentido, Bar Cultural donde Francesc junto a Mario Herrero Monreal presentan sus libros Folegandros y Las consecuencias de ignorar al duende, respectivamente.
En una entrevista a Radio Rivadavia, Clandestina - el podcast de Mariana Dahbar, consultada sobre la experiencia de volver luego de más de dos décadas con este show y el momento actual de su vida, su respuesta fue: "Si tiene que ser el último espectáculo el de Picadilly que haga en mi vida, me doy por satisfecho".
El 17 de agosto de 2024 a modo de homenaje fue publicado desde el canal oficial de YouTube del artista el show del día 20 de agosto de 2023. La edición del mismo fue realizada por su amigo y compañero de La Xarxa, Adrian Monziar.

## Muerte
El día 21 de noviembre de 2023, una página de Facebook, Francesc Picas Mi Bendición, informó sobre la muerte del artista catalán que se habría producido el día sábado 18 de noviembre. Al día siguiente la familia informó oficialmente sobre su deceso desde la cuenta oficial de Instagram del artista.El mensaje publicado se cierra con una cita del propio Francesc "Si somos Luz, todo es posible. Y si somos Luz, todos somos Uno."

## Discografía
A continuación se expone su discografía:
- Loco Vox - LP - Loco Mía (1991)
- Bendición - LP - Solista (1994)
- Sonrisas - Sencillo (2020)
- Mis Deseos / Feliz Navidad - en colaboración con Israel Durán & Adrián Monziar - Sencillo (2021)
- Bojos per amor. Ft. Mario Herrero Monreal - Sencillo (2021)
- Haendeance Aria - Sencillo (2022)
- Muro Mundo. sencillo publicado a dúo junto a Israel Durán (2022)
- Dos cruces - Sencillo (2023)

## Distinciones
- Premi Lletra 2002 (premio, 2002)
- 6° edición Premis Educaweb (2° puesto Categoría de professionals individualment, 2016)